# Національне поліцейське агентство Японії
Національне поліцейське агентство (яп. 警察庁, けいさつちょう, МФА: [keːsat͡su̥ t͡ɕoː]; англ. National Police Agency) — центральний урядовий орган Японії, спрямовує і контролює поліцію префектур. Очолює Національне поліцейське агентство Генеральний комісар, який призначається Національною комісією громадської безпеки.
До компетенції агентства віднесено проведення поліцейських операцій спрямованих на захист національної безпеки, організація навчання поліцейських, організація та налагодження взаємодії між поліцейськими структурами, питання пов’язані з удосконаленням управління органами поліції.

## Історія
Важливою передумавою створення поліцейської системи Японії стало рішення його Уряду відправити свого представника до Європи з метою вивчення системи побудови та функціонування органів поліції європейських країн і дослідження можливості її побудови в Японії. Це було ключовим рішенням, оскільки до того часу правоохоронні органи Японії були позбавлені чіткої організаційної структури, а правоохоронцями частіше ставали самураї, які внаслідок позбавлення можливості воювати йли служити в «поліцейські підрозділи та прокуратуру» і разом з цивільними добровольцями підтримували порядок в містах і селищах.
Ще в 1874 році була започаткована організаційна структура сучасної поліції Японії внаслідок комплексу політичних, військових, економічних і соціальних реформ, яку в історії часто називають революцією чи оновленням Мейдзи. Система поліції була побудована за зразком європейської моделі, тому в Міністерстві внутрішніх справ було створено Департамент столичної поліції Токіо та управління поліції в префектурах. Органи поліції на той час мали вплив на всі сфери суспільного життя починаючи з ліквідації пожеж до арешту громадян за антивладні вислови.
Докорінні зміни в діяльності поліції прийшли після завершення Другої світової війни. Демократизація поліції передбачала створення державної та муніципальної поліції, а для керівництва цією системою поліціїбула створена Національна комісія громадської безпеки. Правовими підставами для діяльності реформованої поліції стали Закон «Про поліцію» та Закон «Про поліцію власних обов'язків», що були прийняті в 1948 році.
В рамках започаткованої реформи в 1954 році МВС Японії створило Національне поліцейське агентство, як центральний орган виконавчої влади для забезпечення охорони прав і свобод людини, протидії злочинності, підтримання публічної безпеки та порядку. Національне поліцейське агентство підпорядковується Національній комісії громадської безпеки в яку входять п’ять членів (вони призначаються Прем'єр-міністром з урахуванням думки Парламенту строком на п’ять років) на чолі з Міністром внутрішніх справ. Комісія ухвалює основні правила роботи поліції, координує управління її діяльністю та встановлює загальні стандарти щодо навчання, системи зв'язку і статистичної звітності.

## Структура
Структуру Національного поліцейського агентства складають: 
- Управління кримінальних розслідувань.
- Управління безпеки дорожнього руху.
- Управління публічної безпеки.
- Управління зв’язку.
- Адміністративне управління.
- Секретаріат.

У складі Національного поліцейського агентства також функціонує: Національна поліцейська академія, науково-дослідний інститут поліції і штабквартира імператорської гвардії.
У багатьох містах Японії діють регіональні поліцейські управління, окремо функціонує Департамент столичної поліції Токіо, поліція префектури Хоккайдо і так звана «особлива поліція», так називають, зокрема: Управління імператорської охорони, Школу імператорської охорони, Школу поліцейського зв’язку, Національну поліцейську академію, науково-дослідний інститут поліції, курси криміналістів і криміналістичну лабораторію, вищі курси для керівників слідчих органів.

## Основні завдання агентства
До сфери Управління кримінальних розслідувань віднесено: боротьбу з організовано злочинністю, злочинними формуваннями, правопорушеннями пов’язаними з наркотичними речовинами та зброєю; ведення міжнародних кримінальних розслідувань; аналіз кримінальної статистики тощо.
Головним завданням Управління безпеки дорожнього руху є забезпечення безпеки дорожнього руху, а також виявлення, припинення, фіксація та попередження правопорушень у сфері забезпечення безпеки дорожнього руху.
Управління публічної безпеки відповідає за забезпечення правопорядку та попередження правопорушень, а також вживає заходи щодо забезпечення безпеки країни під час надзвичайного стану.
Управління зв’язку забезпечує безпеку громадян Японії, які перебувають або проживають за кордоном, надають їм допомогу у випадку якщо це необхідно, а також вирішують питання, що стосуються: планування та технічних аспектів досліджень пов’язаних з управлінням інформацією; використання інформаційних технологій у боротьбі зі злочинністю; поліпшення ефективності управління; поліцейської статистики, яка не стосується кримінальних правопорушень.
Секретаріат відповідає за наступні питання: забезпечення конфіденційності поліцейської інформації; друк інформації про забезпечення правопорядку в офіційній пресі; прийняття, доставка, редагування і 20 збереження офіційних документів; планування та комплексне коригування управлінської діяльності; оцінка політики управління в органах поліції; вивчення законопроектів правоохоронної спрямованості; врегулювання відносин між поліцією та громадянами; робота пенітенціарних установ; кадрові питання; розпорядження державним майном; аудит бухгалтерського обліку; культурно-етична поведінка поліцейських; соціальне забезпечення поліцейських, тощо.
Національне агентство поліції Японії приділяє велику увагу проблемам молодіжної злочинності. Так, в Управлінні кримінальних розслідувань діє спеціальний відділ роботи з молоддю та відділ попередження молодіжної злочинності, а в Управлінні публічної безпеки створений спеціальний підрозділ для роботи в дитячих та юнацьких установах. Особлива увага приділяється охороні громадського порядку в місцях масового перебування дітей, поліцейські чергують в школах і дитячих установах, проводять з ними заняття, супроводжують на вулиці.

## Навчання офіцерів поліції
Підготовка майбутніх офіцерів поліції здійснюється в національній та столичній поліцейських академіях Японії. Національна поліцейська академія підпорядковується Національній комісії громадської безпеки. Національна поліцейська академія проводить навчання та підготовку старших співробітників поліції з метою надання необхідних знань, умінь, технічних та практичних навичок, а також знань у сфері управління органами поліції.
У цьому навчальному закладі існують різні курси для поліцейських: 
1. Курс управління органами поліції. Його проходять офіцери поліції, які претендують на посаду керівника органу поліції, заступника керівника поліції або інших керівних посад, що потребують відповідних адміністративних навичок, - тривалість 2-3 тижні.
2. Курс для новопризначених інспекторів, - 4 місяці. Його повинні пройти ті, хто зайняв або претендує на посаду начальника поліцейської дільниці, поряд з цим курсом існує й інший курс для новопризначених помічників начальника відділу поліції, який триває два тижні.
3. Курс адміністративної практики розрахований на три години для тих хто пройшов іспит Національної державної служби другої категорії і отримують звання поліцейського, здобувають освіту і підготовку, необхідні для просування по службі.
4. Курс фізичного виховання триває чотири місяці, його проходять інструктори з фізичного виховання, які навчають прийомам дзюдо, кендо, методам арешту та взагалі займаються фізичним вихованням кадетів.
5. Курс для інструкторів (викладачів) в школах поліції протягом одного місяця проходять інспектори поліції або помічники інспекторів поліції, які претендують на заняття посади інструктора (викладача) у префектурній або регіональній поліцейській школі.
6. Термін курсу для експертів визначається окремо, в залежності від специфіки, та передбачений для офіцерів поліції, яким необхідно отримати кваліфіковану підготовку у конкретних галузях їх діяльності.
Столична академія поліції є офіційним закладом для навчання членів Токійського міського поліцейського департаменту. Початковий навчальний курс передбачає фізичне виховання та «формування особистості поліцейського». Після закінчення цього навчання новачки переходять до основної навчальної програми. Випускники середньої школи, коледжів або університетів можуть також, бути зараховані на навчання до цієї академії поліції, однак на відміну від випускників академії, вони навчаються протягом десяти місяців замість шести. Навчальна програма включає в себе як загальноосвітні предмети, такі як етика, так і курси призначені для виконання обов’язків поліцейського (вивчення законодавства, бойових мистецтв і стрільби з вогнепальної зброї тощо).
Спеціалізовані курси викладаються за наступними напрямками: 
1. Кримінальне розслідування та кваліфікація злочинів. 
2. Контроль за міжнародною злочинністю. 
3. Забезпечення публічної безпеки. 
4. Розслідування кіберзлочинів. 
5. Розслідування у сфері забезпечення безпеки дорожнього руху. 
6. Допомога жертвам злочинів. 
7. Патрулювання на поліцейському автомобілі. 
8. Патрулювання на поліцейському мотоциклі. 
9. Поліція безпеки. 
10. Дзюдо та кендо. 
11. Жестова мова.
Існують також курси, доступні для навчання за кордоном або в інших навчальних закладах, такі як комп'ютерні технології; дайвінг; обслуговування літаків; підготовка до роботи з поліцейськими собаками; іноземні мови (у тому числі англійська, корейська, іспанська тощо); надання першої медичної допомоги.

## Поліція спеціального призначення
Для виконання завдань із запобігання вчинення злочинів, їх розкриття та притягнення до відповідальності винуватих осіб, затримання членів злочинних організацій та озброєних банд, звільнення заручників, участь в антитерористичних операціях в поліції Японії існують підрозділи, що носять загальну назву яп. 特殊部隊 (Tokushu Butai), що буквально перекладається Сили спеціального призначення і означає Загін спецпризначення, або Спеціальний підрозділ.
В Національному поліцейському агентстві існуть наступні спецпідрозділи:
- SAT (яп. 特殊急襲部隊 (Tokushu Kyūshū Butai) — спеціальна штурмова група столичної поліції та поліції префектур.
- Мобільні групи швидкого реагування (яп. 機動隊, Kidō-tai) — підрозділи громадської безпеки та придушення масових безладів.
- SIT (яп. 特殊事件捜査係, Tokushu Jiken Sousa Kakari) — спеціальні слідчі групи для розслідування кримінальних справ.
- Підрозділи по бородьбі з тероризмом (яп. NBCテロ対応専門部隊, NBC tero taiō senmon butai) — підрозділ Департаменту публічної безпеки, для запобігання радіаційних, хімічних та біологічних атак, а також звільнення заручників, яких захопили терористи.